# Chlorcyan
Chlorcyan, auch Cyanchlorid genannt, ist ein chemischer Stoff, der als synthetisches Intermediat in Chemie und Forschung dient. Systematisch handelt es sich bei Chlorcyan um das Nitril der nicht beständigen Chlorameisensäure.

## Geschichte
Im Ersten Weltkrieg wurde Chlorcyan als chemischer Kampfstoff eingesetzt. Es wirkt ähnlich wie Cyanwasserstoff, ist jedoch weniger giftig als dieses. Erstmals eingesetzt wurde Chlorcyan 1916 von der Entente.

## Gewinnung und Darstellung
Chlorcyan kann durch Reaktion von Kaliumtetracyanozinkat(II) oder Natriumcyanid mit Chlor gewonnen werden.
{\displaystyle \mathrm {K_{2}[Zn(CN)_{4}]+4\ Cl_{2}\longrightarrow 4\ ClCN+2\ KCl+ZnCl_{2}} }
{\displaystyle \mathrm {NaCN+Cl_{2}\longrightarrow NaCl+ClCN} }

## Eigenschaften
Chlorcyan bildet ein farbloses Gas. Die Verbindung schmilzt bei −6,9 °C und siedet unter Normaldruck bei 12,9 °C. Der Tripelpunkt liegt bei −6,9 °C und 0,449 bar. Die Dampfdruckfunktion ergibt sich nach Antoine entsprechend log10(P) = A−(B/(T+C)) (P in bar, T in K) mit A = 4,66177, B = 1074,1 und C = −54.458 im Temperaturbereich von 196 bis 286 K. Die mittlere molare Verdampfungsenthalpie liegt in diesem Temperaturbereich bis 32,2 kJ·mol−1. Der kritische Punkt liegt bei einer Temperatur von 175 °C, einem Druck von 59,92 bar und einer Dichte von 0,273 g·cm−3. Die Verbindung ist in Ethanol, Benzin, Ether und chlorierten Lösungsmitteln sehr gut löslich. Bei Kontakt mit Wasser oder Natronlauge wird das Molekül schnell hydrolysiert.
{\displaystyle \mathrm {Cl{-}C{\equiv }N+H_{2}O\rightarrow HO{-}C{\equiv }N+HCl} }
Die Umsetzung mit Ammoniak ergibt Cyanamid.
{\displaystyle \mathrm {Cl{-}C{\equiv }N+NH_{3}\rightarrow H_{2}N{-}C{\equiv }N+HCl} }
In Gegenwart von Spuren von Salzsäure oder Ammoniumchlorid kann eine heftige und stark exotherme Trimerisierung zum 2,4,6-Trichlor-1,3,5-triazin erfolgen. Als Nebenprodukt entsteht hierbei auch ein Tetrameres als 2,4-Dichlor-6-isocyanodichlor-s-triazin.

## Verwendung
Chlorcyan wird verwendet, um durch Trimerisierung Cyanurchlorid herzustellen. Chlorcyan und Bromcyan werden in der organischen Chemie als Reagenzien für Cyanierungen und der Synthese von Heterocyclen verwendet. So kann unter Friedel-Crafts-Bedingungen an Aromaten eine Cyanogruppe direkt eingeführt werden. An Alkene und Alkine erfolgt unter Säurekatalyse eine direkte Addition. Mittels beider Verbindungen kann eine C-terminale Schutzgruppe von gentechnisch hergestelltem Insulin-Fusionsprotein entfernt und dadurch korrekt gefaltetes Insulin erhalten werden. Die Umsetzung mit Schwefeltrioxid ergibt das hochreaktive Chlorsulfonylisocyanat.
{\displaystyle \mathrm {SO_{3}+ClCN\longrightarrow ClSO_{2}NCO} }

## Sicherheitshinweise
Chlorcyan ist flüchtig und führt schon in geringen Konzentrationen zu Atembeschwerden und starker Tränenreizung. Einwirkung größerer Mengen oder über längere Zeit führen zu einer großen Bandbreite an Vergiftungssymptomen, darunter Erbrechen, tonisch-klonische Krampfanfälle, Pupillenerweiterung, Entzündung und dunkelrote Verfärbung der Schleimhäute, allgemeine Erschöpfung, Bewusstseinsverlust und Lungenödeme.

## Externe Links zu erwähnten Verbindungen
1. ↑  Externe Identifikatoren von bzw. Datenbank-Links zu Kaliumtetracyanozinkat(II):  CAS-Nr.: 14244-62-3, EG-Nr.: 238-121-8, ECHA-InfoCard: 100.034.640, PubChem: 61720, ChemSpider: 55620, Wikidata: Q10925139.